# Suta ordensis
Suta ordensis — вид отруйних змій родини аспідових (Elapidae). Ендемік Австралії.

## Поширення і екологія
Suta ordensis мешкають в басейнах річок Орд і Вікторія на кордоні між Північною Територією і Західною Австралією. Вони живуть в сухих мусонних рідколіссях та на луках. Яйцеживородні.